# Маријацел
Маријацел је мали град у Штајерској (Аустрија), познат по зимским спортовима и ходочашћу за католике из Аустрије и суседних земаља.

## Географија
Град је смештен 143 km од Граца, у долини Салца, усред северних Штајерских Алпа. У близини града налази се алпско језеро Ерлауфсе.

## Историја
Маријацел је најважније ходочасничко место у Аустрији и такође има велики значај за католике из суседних источних земаља. То је храм посвећен Девици Марији, са статуом Марије исклесаном липовом дрвету. Папа Бенедикт XVI посетио је 2007. Маријацел поводом 850. годишњице оснивања храма.

## Саобраћај
Маријацел лежи на ауто-путу Б 20, који иде из Санкт Пелтена. Маријацел је и јужна крајња тачка пруге Маријацел, пруге узаног колосека из Санкт Пелтена. Међутим, крајње линије у Маријацелској станици се налазе окотерминус линије у Маријацел станици се налази око 1 km северно од центра града на територији општине Санкт Себастијан.

## Градови пријатељи
| - Острогон - Лорето |